# Louis Charles Lazare Costard de Mézeray
Louis Charles Lazare Costard de Mézeray (Braunschweig, 25 de novembre, 1810 – Asnières prop de París, abril de 1887) fou un baríton, director d'orquestra i compositor francès del romanticisme.
Demostrà una gran precocitat, i ja als quinze anys feu representar a Estrasburg la seva opereta Le Sicilien, ou l'Amour peintre. A París, estudià amb Reicha, després fou director d'orquestra en el teatre de Lieja i dels concerts del Conservatori d'aquella ciutat. El 1830 ocupà el càrrec de director d'orquestra del Teatre Reial de La Haia i en altres teatres de diverses ciutats de Bèlgica i de França, en algun dels quals també cantà parts de baríton.
El 1843 passà en qualitat de primer director a l'orquestra del Gran Teatre de Bordeus, i en aquesta ciutat fundà la Société Ste. Cécile. A més de la producció citada, se li deu l'òpera heroica Guillaume de Nassau, que s'estrenà en La Haia el 1832.